# ハローセト
ハローセト（Charoset, חֲרֹסֶת chărōseth, アシュケナジム式ヘブライ語：charoyses）は過ぎ越しの食卓に出る料理の一つ。果物と果汁から作る、甘くごろごろした練り物である。
ヘレス(cheres)は粘土のことである。エジプトで奴隷にされ、エジプト王のために煉瓦を作らされたイスラエルの民が捏ねた粘土を象徴している。

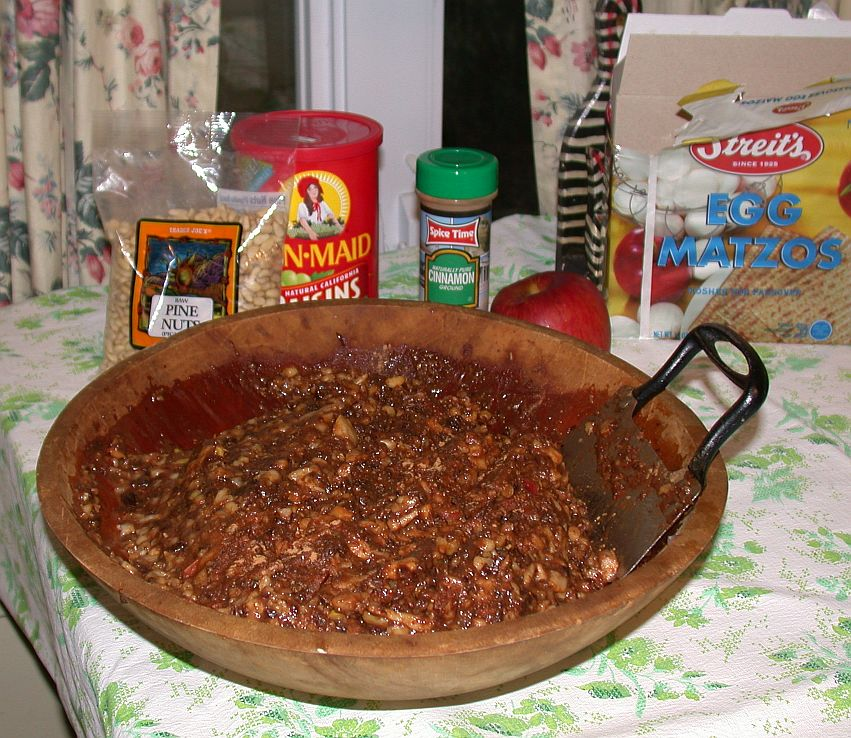
リンゴ、ナシ、イチジク、オレンジジュース、ワイン、マツ、シナモンで作ったフルーティーなセファルディム系ハローセト

アシュケナジム系では刻んだ堅果類、リンゴ、ナツメヤシ、ワイン、シナモン、蜂蜜を混ぜて作る。
セファルディム系では更にレーズンが加わり、ミズラヒム系ではイチジク、ナツメヤシ、ゴマを使う。